# フィリップ・ベドナレク
フィリップ・ベドナレク（Filip Bednarek、1992年9月26日 - ）は、ポーランド・スルプツァ出身のサッカー選手。レフ・ポズナン所属。ポジションはゴールキーパー。
FCポルトに所属するポーランド代表DFヤン・ベドナレクは実弟である<

## 経歴
ポーランドのクラブを経て2008年にFCトゥウェンテとヘラクレス・アルメロが共同保有する下部組織に入団した。2012年12月6日、2012-13シーズンに開催されたUEFAヨーロッパリーグのヘルシンボリIF戦でトゥウェンテでのトップチームデビューを果たした。
2015年7月5日、FCユトレヒトと1年契約を結んだ。しかし、ユトレヒトではロビン・ライテルから正GKの座を奪えず、公式戦出場11試合にとどまり、わずか1シーズンでクラブを後にした。
2016年7月20日、昨シーズン2部に降格したデ・フラーフスハップに2年契約でフリー移籍した。2シーズン目の2017-18シーズン、正GKとしてクラブの1部昇格に貢献したが、フラーフスハップから契約延長の打診は無く、契約満了でクラブを退団した。
2018年7月19日、SCヘーレンフェーンに加入した。
2020年6月5日、レフ・ポズナンに2年契約で移籍した。